# Marlee Matlin
Marlee Matlin (Morton Grove, Illinois, 24 d'agost de 1965) és una actriu i productora de cinema estatunidenca. És la primera actriu sorda en rebre un Oscar i la més jove llavors (21 anys).

## Biografia
Als 18 mesos, a conseqüència d'una rosa, queda sorda. Després d'haver après a parlar, utilitza la llengua de signes estatunidenca als 5 anys.

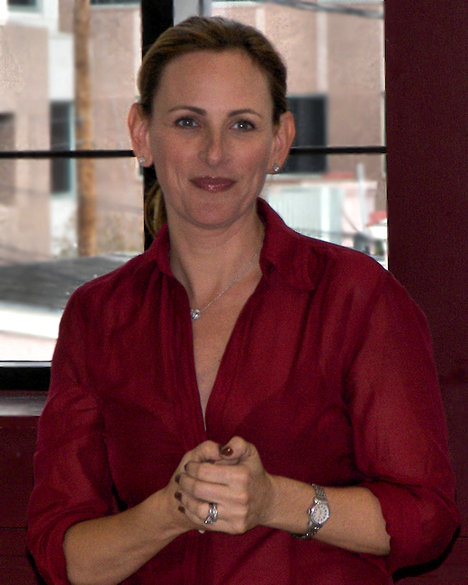
Matlin promocionant llibres per nens

Als 7 anys, el seu primer paper va ser el de Dorothy en una producció escolar de El màgic d'Oz. El 1985, actua a Children of A Lesser God, obra teatral de Mark Medoff i és amb la seva adaptació al cinema l'any següent per Randa Odis, al costat de William Hurt, que es fa conèixer pel gran públic i obté l'Oscar a la millor actriu, el primer per a una actriu sorda.
Obté diversos papers, entre els quals alguns recurrents en sèries de televisió com  Graci, New York Unitat Especial, Seinfeld, Spin City, Urgències, A La Casa Blanca, Desperate Housewives, Earl, Nip Tuck o The L Word.
El 2004, publica un conte per a nens titulat Deaf Child Crossing amb Simon & Schuster. El 2006, anima un episodi d'Extrem Makeover Home Edition, al lloc de Ty Pennington.
El 2008, participa en la cèlebre emissió de la cadena estatunidenca ABC Dancing with the Stars.

### Vida privada
Viu a Los Angeles, és casada des de 1993 amb un policia (Kevin Grandalski) i és mare de quatre fills: Sarah Rose (nascuda el 1996), Brandon Joseph (nascut el 2000), Tyler (nascut el 2002) i Isabelle Jane (nascuda el 2003).

## Filmografia
| Any       | Pel·lícula                                                           | Paper                            | Notes |
| --------- | -------------------------------------------------------------------- | -------------------------------- | --- |
| 1986      | Fills d'un déu menor (Children of a Lesser God)                      | Sarah Norman                     | Oscar a la millor actriu Globus d'Or a la millor actriu dramàtica                                                         |
| 1987      | Walker                                                               | Ellen Martin                     | |
| 1991      | Encadenadament teva (The Linguini Incident)                          | Jeanette                         | |
| 1991      | L'Homme au masque d'or                                               | María                            | |
| 1991      | Grand Canyon                                                         | Deaf Woman (No surt als crèdits) | |
| 1993      | Hear No Evil                                                         | Jillian Shanahan                 | |
| 1993      | Reasonable Doubts                                                    | Tess Kaufman                     | Nominada − Globus d'Or a la millor actriu en sèrie dramàtica (1992, 1993)                                                 |
| 1993      | Seinfeld                                                             | Laura                            | 1 episodi (The Lip Reader, Episodi 70 Temporada 5) Nominada − Primetime Emmy a la millor actriu convidada en sèrie còmica |
| 1993–1996 | Picket Fences                                                        | Laurie Bey                       | Nominada − Primetime Emmy a la millor actriu convidada en sèrie dramàtica                                                 |
| 1994      | La història de Carrie Buck (Against Her Will: The Carrie Buck Story) | Carrie Buck                      | |
| 1996      | És la meva festa (It's My Party)                                     | Daphne Stark                     | |
| 1996      | Snitch                                                               | Cindy                            | |
| 1997      | The Larry Sanders Show                                               | Ella mateixa                     | 1 episodi (The Book, Temporada 5 Episodi 10)                                                                              |
| 1997      | Spin City                                                            | Sara Irman                       | 1 episodi (Deaf Becomes Her, Temporada 1 Episodi 20)                                                                      |
| 1998      | When Justice Fails                                                   | Katy Wesson                      | |
| 1998      | In Her Defense                                                       | Jane Claire                      | |
| 1999      | Freak City                                                           | Cassandra                        | |
| 1999–2006 | The West Wing                                                        | Josephine "Joey" Lucas           | |
| 2000      | Two Shades of Blue                                                   | Beth McDaniels                   | |
| 2000      | The Practice                                                         | Sally Berg                       | 1 episodi Nominada − Primetime Emmy a la millor actriu convidada en sèrie dramàtica                                       |
| 2001      | Askari                                                               | Paula McKinley                   | |
| 2004      | I tu què saps? (What the #$*! Do We (K)now!?)                        | Amanda                           | |
| 2004      | Law & Order: Special Victims Unit                                    | Dr. Amy Solwey                   | Nominada − Primetime Emmy a la millor actriu convidada en sèrie dramàtica                                                 |
| 2005      | Desperate Housewives                                                 | Alisa Stevens                    | 1 episodi (There Won't Be Trumpets, Temporada 1 Episodi 17)                                                               |
| 2006      | What the Bleep!?: Down the Rabbit Hole                               | Amandah                          | |
| 2006      | CSI: NY                                                              | Mrs. Mitchum                     | 1 episodi (Silent Night, Temporada 3 Episodi 12)                                                                          |
| 2006      | Extreme Makeover: Home Edition                                       | Ella mateixa                     | Estrella convidada (Family Llanes, Temporada 3 Episodi 67)                                                                |
| 2007      | The L Word                                                           | Jodi Lerner                      | |
| 2007      | My Name Is Earl                                                      | Ruby Whitlow                     | |
| 2008      | Sweet Nothing in My Ear                                              | Laura Miller                     | Telefilm |
| 2009      | Seth & Alex's Comedy Show                                            | Ella mateixa                     | |
| 2012      | Excision                                                             | Amber                            | |
| 2013      | 4Closed                                                              | Ally Turner                      | |
| 2014      | Some Kind of Beautiful                                               | Cindy                            | |
| 2016-2020 | The Magicians                                                        | Harriet                          | sèrie de televisió (8 episodis)                                                                                           |
| 2018-2019 | This Close                                                           | Annie                            | sèrie de televisió (4 episodis)                                                                                           |
| 2019      | Limetown                                                             | Deirdre Wells                    | sèrie de televisió (3 episodis)                                                                                           |
| 2021      | CODA (pel·lícula 2021)                                               | Jackie Rossi                     | |